# 폼페이 락슈미

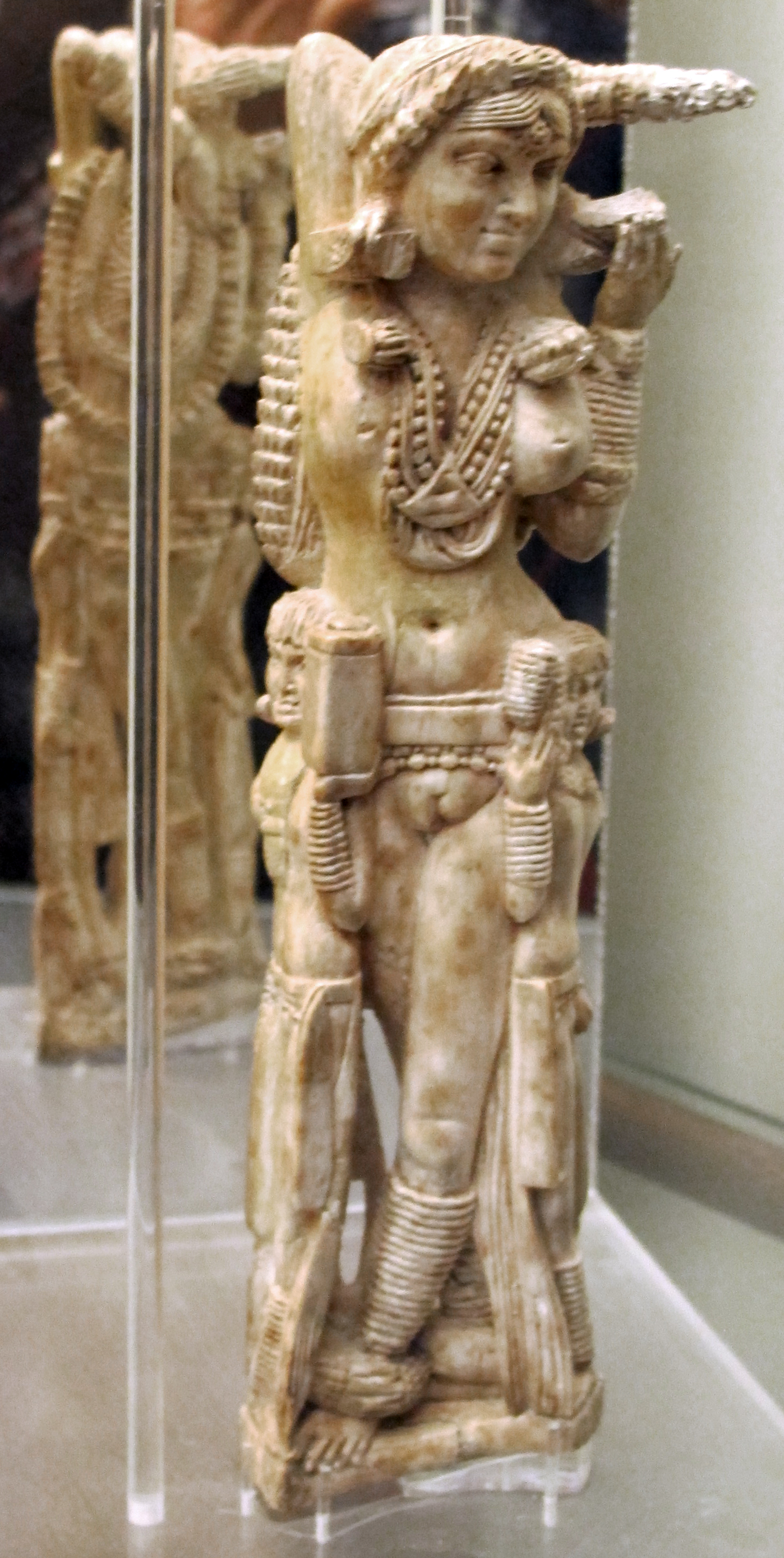
폼페이 유적에서 발견된 서기 1세기 락슈미 상아 조각상.

폼페이 락슈미(Pompeii Lakshmi)는 서기 79년 베수비오 화산의 폭발로 파괴된 로마 도시 폼페이 유적에서 발견된 상아 조각상이다. 1938년 이탈리아 학자 아메데오 마이우리에 의해 발견되었다. 조각상의 연대는 기원후 1세기로 거슬러 올라간다. 그 조각상은 여성미와 다산의 인도 여신을 상징한다고 생각된다. 그 조각상은 원래 거울의 손잡이를 형성했을 가능성이 있다. 이 신상은 서기 1세기에 인도와 로마 사이의 상업 무역의 증거이다.
원래 이 조각상은 초기 힌두교도와 불교도, 자이나교도들이 숭배하는 다산과 아름다움, 부의 여신인 락슈미 여신을 상징한다고 여겨졌다. 그러나 도상학, 특히 노출된 생식기의 도상은 이 인물이 다산을 나타내는 암나무 정령인 야크시를 묘사했거나 고전 그리스-로마과 인도 문화 사이의 고대 교류에서 나온 비너스-스리-락슈미의 혼합 형태였을 가능성이 더 높다는 것을 보여준다.

## 발굴
이 조각상은 1938년 10월 폼페이의 카사 데이 콰트로 스틸 옆에서 발견되었다. 건축 유적과 평면도를 바탕으로 볼 때, 비아 델 압본단자에서 바로 떨어진 이 "네 가지 양식의 집"은 당대에 성공한 상인의 것으로 여겨진다. 그것은 고급스러운 인도 상품들로 가득 차 있는데, 이는 서기 1세기의 로마인들이 그리스뿐만 아니라 먼 문화권의 고대 유물들에 매료되어 있었고, 로마인들은 그들이 이국적이라고 생각하는 물건들을 얻기 위한 열망을 가지고 있었음을 암시한다.
높이가 0.25미터(9.8인치)인 이 조각상은 좁은 허리띠와 호화로운 보석류는 물론 정교한 옷감까지 거의 벌거벗은 상태다. 이 조각상에는 두 명의 여시종이 있는데, 한 명은 양옆을 바깥쪽으로 향하고 화장품 용기를 들고 있다. 이 조각상에는 머리 위에서 아래로 뚫린 구멍이 있다. 그 목적이 거울 손잡이였을 것이라는 설이 있다.

서기 79년에 베수비오 화산이 분출하여 도시를 매장한 폼페이에 이 조각상이 존재한다는 것은 서기 1세기 인도-로마 무역이 활발했다는 것을 증명한다. 나폴리 국립 고고학 박물관은 이 조각상이 1세기 전반에 인도에서 만들어진 것으로 연대를 측정했다.

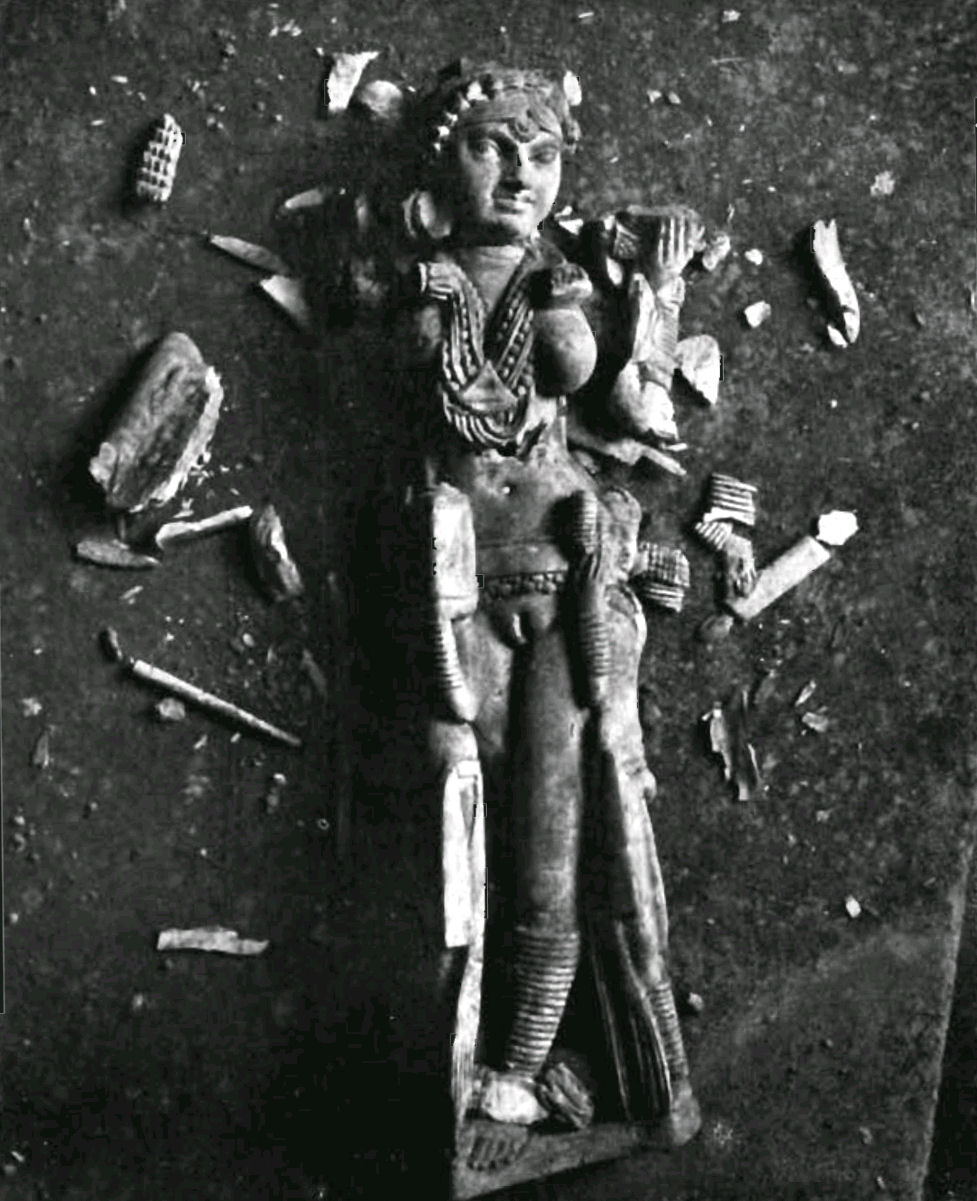
복원 전 폼페이에서 발견된 조각상.
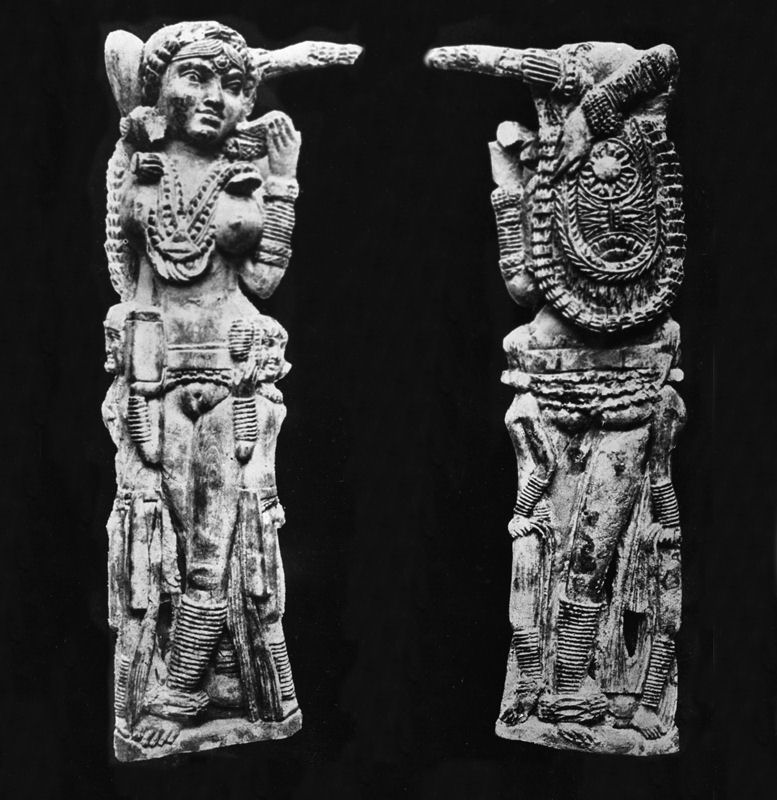
폼페이 락슈미의 앞면과 뒷면.
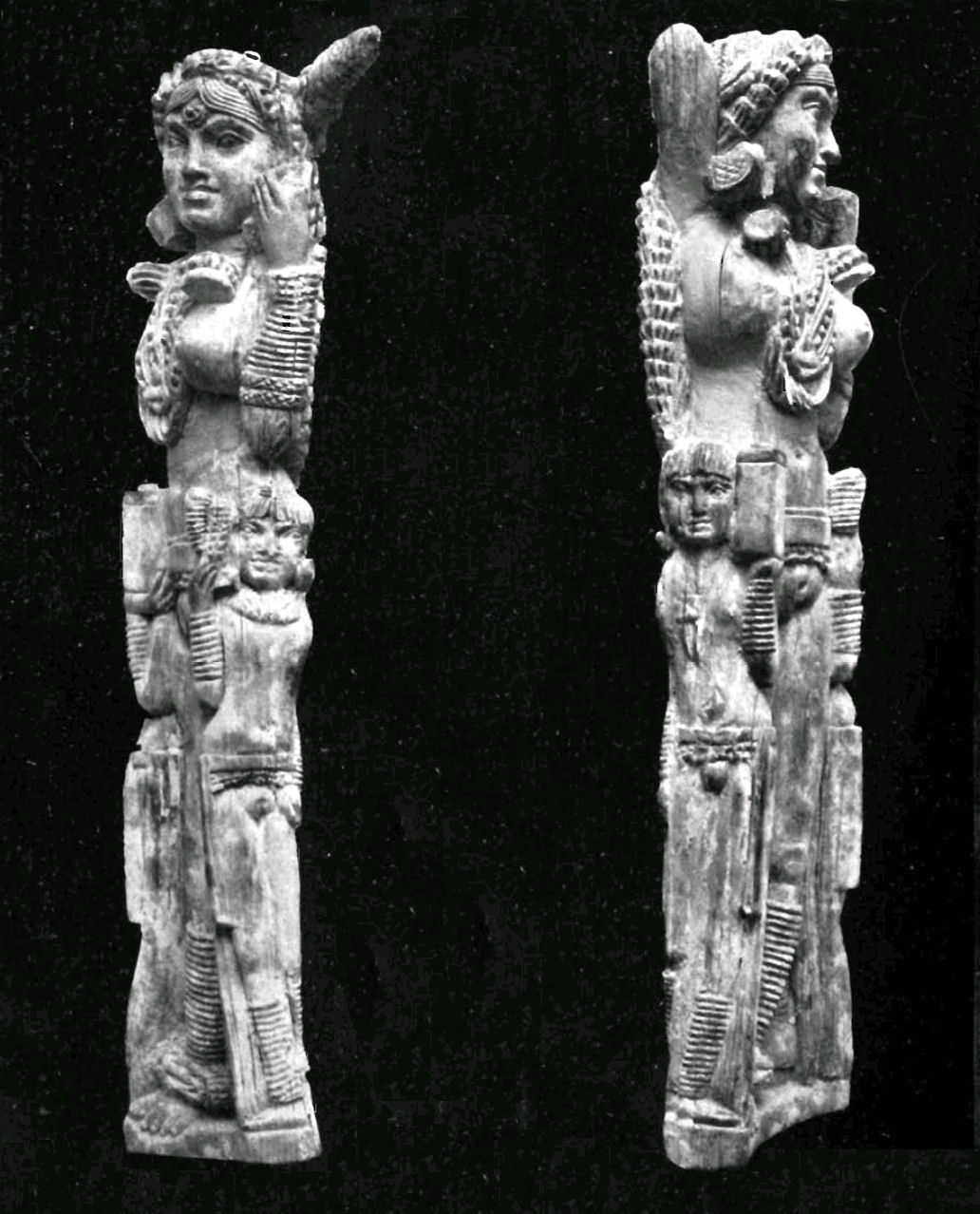
조각상의 측면.

## 거래
폼페이 락슈미는 그 기원이 전적으로 확실하지는 않지만, 고고학적 발견과 역사학적 연구를 토대로 볼 때 그 기원이 의심스럽다. 이 시기 네로 황제가 통치하던 로마 제국과 인도 사이에 활발한 무역로가 있었다는 증거가 있다. 폴라드에 따르면, 로마의 장거리 무역으로 이 조각상은 아우구스투스의 치세 동안 도시에 있었던 것으로 추정된다. 고고학적 증거는 로마와 인도 사이의 무역의 절정이 서기 1세기와 2세기였던 것으로 보인다는 것을 암시한다. 이 무역은 여러 경로를 따라 차락스 파르티아 역의 이시도레에 의해 기록된 바와 같이 육로와 페리플루스 마리스 에리트라이라고 알려진 상인 안내서가 밝힌 바와 같이 해로를 통해 이루어졌다.
이 조각상은 보카르단 지역의 서사트라프 나하파나의 치세 동안 서쪽으로 방향을 찾아 바리가자 항구에서 선적되었을 가능성이 있다.
로마는 고대 동방무역에서 중요한 역할을 했으며, 인도로부터 많은 상품을 수입하고 동시에 인도에 무역소를 설립했다. 콥에 따르면 로마인들은 아라비아반도와 메소포타미아를 횡단하는 육로 무역과 홍해와 인도양을 통한 해상 무역을 이용했다.
플리니우스가 매년 1억 개의 세스터세스가 인도, 중국, 아라비아로 보내지고 있다고 주장할 만큼 이 무역의 부는 상당했다. 나드, 상아, 직물의 수출은 고고학적 증거를 통해 로마와 동방의 교역이 서기 1세기와 2세기에 정점에 이르렀다는 것을 알 수 있다. 이 시기는 또한 로마의 장인 정신의 물질적 변화를 목격하였는데, 이는 가구, 악기, 액세서리 등에 사용하기 위해 전통적인 뼈보다 수입된 상아를 빠르게 선호하기 시작했다. 장인 상아 작업에 대한 끝없는 열망은 정치적으로 강력한 로마 상아 노동 조합인 에보라리이를 만드는 데까지 이르렀다.

## 제작지

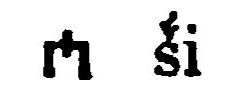
조각상 바닥에는 카로슈티 문자 śi가 새겨져 있다.

처음에는 이 조각상이 마투라에서 제작된 것으로 추정되었으나, 오늘날 다발리카르에 따르면 유사한 조각상 2점이 발견되었기 때문에 그 제작지가 보카르단이었을 것으로 추정된다. .보카르단은 사타바하나 영토와 문화권의 일부였지만, 로마 세계에 수출로를 제공한 서사트라프가 수십 년간 차지했을 것으로 보인다.
폼페이 조각상 밑부분에는 카로슈티 문자(śi) 비문 표시도 있다. 이것은 그녀가 인도, 파키스탄, 아프가니스탄의 북서부 지역에서 기원했거나 적어도 이 지역들을 통과했을 수도 있다는 것을 암시한다. 폼페이 조각상은 서기 79년 이전에 만들어진 것이기 때문에, 만약 간다라에서 제조된 것이라면, 베그람 상아 역시 이 초기, 즉 서기 1세기에 만들어진 것임을 시사할 것이다.

### 도상학
원형과 다른 두 여성상의 중앙에는 조각상이 표현되어 있다. 다리를 옆으로 돌리고 한쪽 팔을 구부려 귀걸이를 하고 있다. 등의 디테일이 매우 납작하기 때문에 정면에서만 보고 있는 것으로 추정된다. 단코나에 의해 기술된 바와 같이, 이 도상은 인도 여신들의 광범위한 범주에 속한다.
문화간 상호작용의 경우 폼페이 락슈미의 경우에서 볼 수 있는, 두 명의 어린 수행원이 참석한 여신의 주제는 인도 예술에서 흔치 않은 락슈미나 야크시의 묘사이다. 이 조각상에는 락슈미 도상에서 볼 수 있는 연꽃이 결여되어 있다. 단코나에 따르면, 이 조각상에 나타난 도상은 고전 세계에서 유래한 것일 수 있으며, 이는 그리스-로마형 예술에서 잘 알려진 화장품 용기를 들고 있는 푸토들이 참석한 비너스 도상에서 파생했을 가능성이 있다. 단코나에 따르면, 그녀는 서기 1세기에 등장한 비너스-스리-락슈미의 여러 표상들 중 하나일 수 있다. 큐피드들이 참석한 비너스에 대한 로마의 일반적인 표현의 또 다른 예는 로스앤젤레스 게티 빌라의 "에로테스와 함께 소파에 기댄 여성 조각상의 모방"에서 볼 수 있다. 폼페이 락슈미를 연상시키는 것은 이 조각상의 극단적인 장식과 여성상의 반누드이다. 로마 신과 외국 신 사이의 혼합주의는 드문 일이 아니었으며, 특히 이시스나 오시리스 같은 이집트의 신들은 더욱 그렇다. 폼페이에서 신들의 로마화(인테르프레타티오 로마나)는 폼페이 락슈미에 존재하는 인도 예술과 고전 예술의 혼합처럼 보이는 것을 절대적으로 설명할 수 있었다.

두 명의 어린이 수행자와 대체로 유사한 락슈미 장면이 포함된 산치 스투파 2호의 초기 부조는 폼페이 락슈미의 초기 영감이 되었을 수 있으며, 특히 사타바하나가 기원전 50년부터 산치를 지배하고 있다는 것을 알고 있었을 것으로 보인다. 산치 스투파 2호의 이러한 초기 부조들은 현지 브라흐미 문자와는 달리 카로슈티 문자로 된 석공의 흔적이 남아 있기 때문에 북서쪽, 특히 간다라의 인도-그리스 장인들에 의해 만들어진 것으로 추정된다. 사리탑의 난간에서 볼 수 있는 이국적인 모습의 모티브와 형상은 아마도 장인들이 담당했을 것이다.

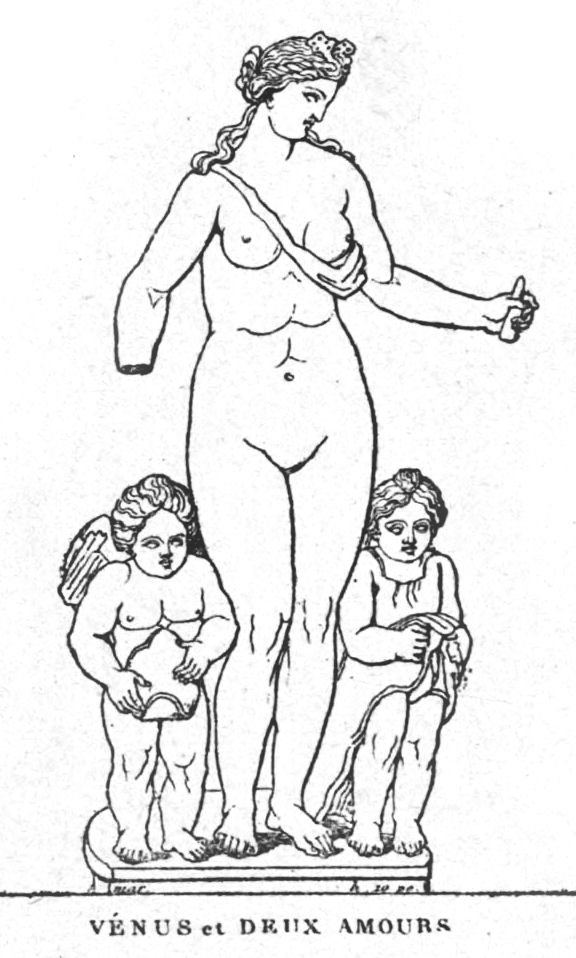
큐피드 수행원과 비너스.
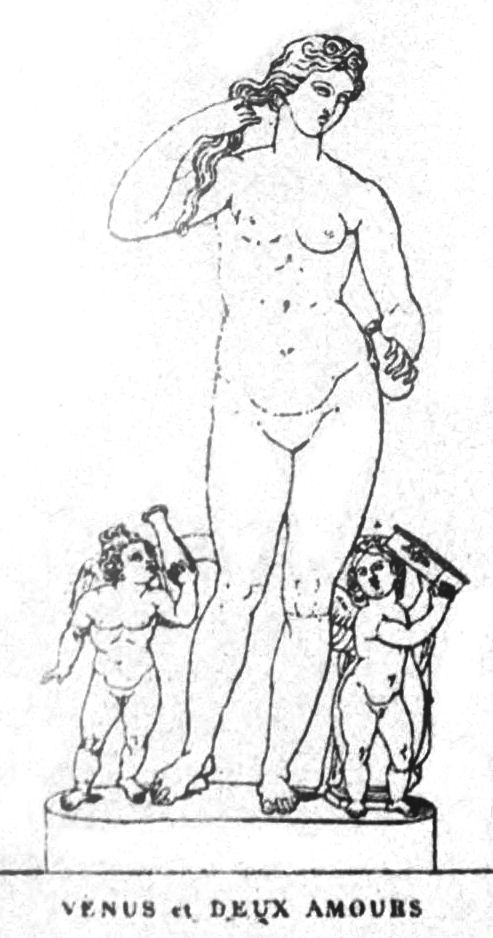
큐피드 수행원과 비너스.
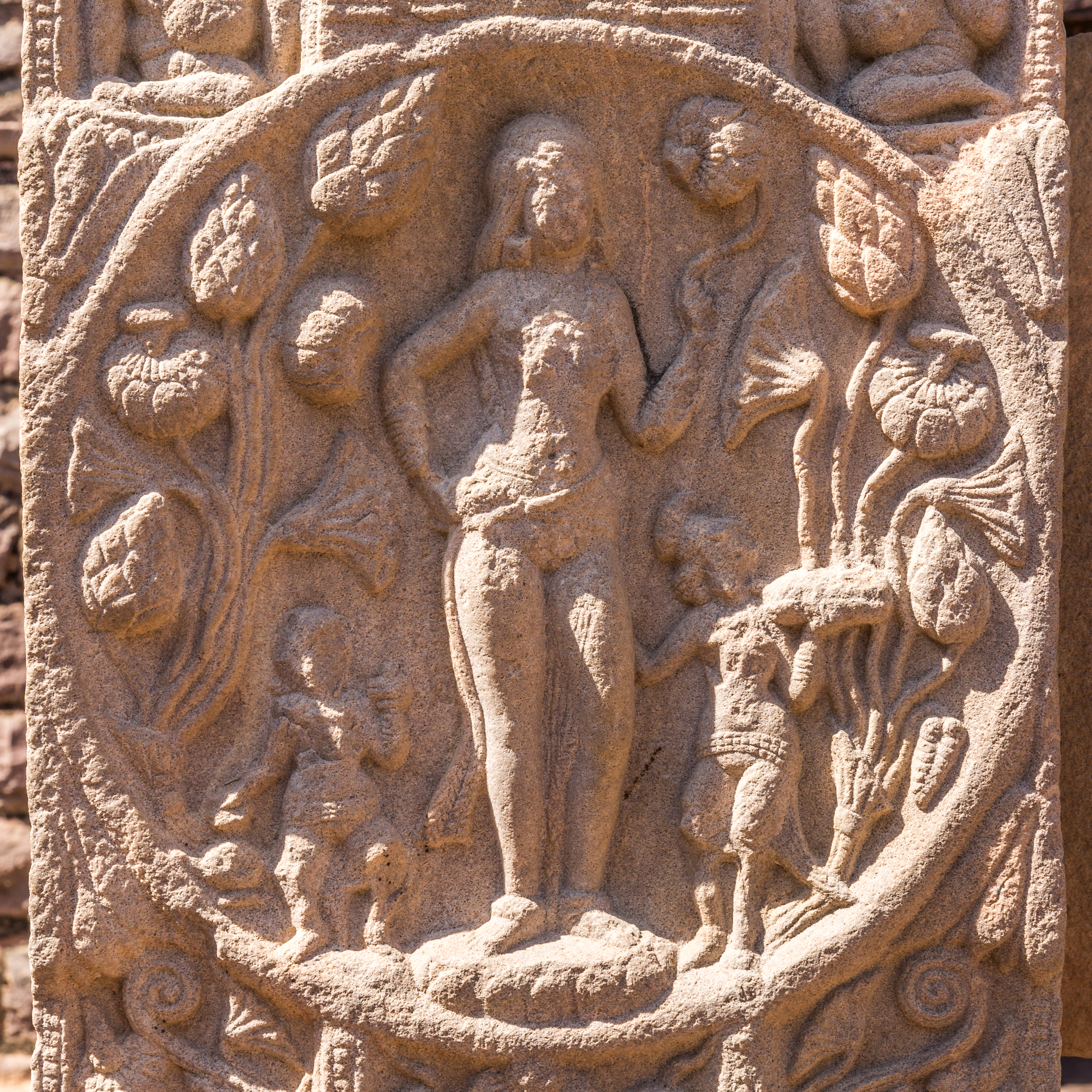
연꽃과 어린이 수행원과 함께 있는 락슈미, 산치 스투파 2호, 기원전 115년.
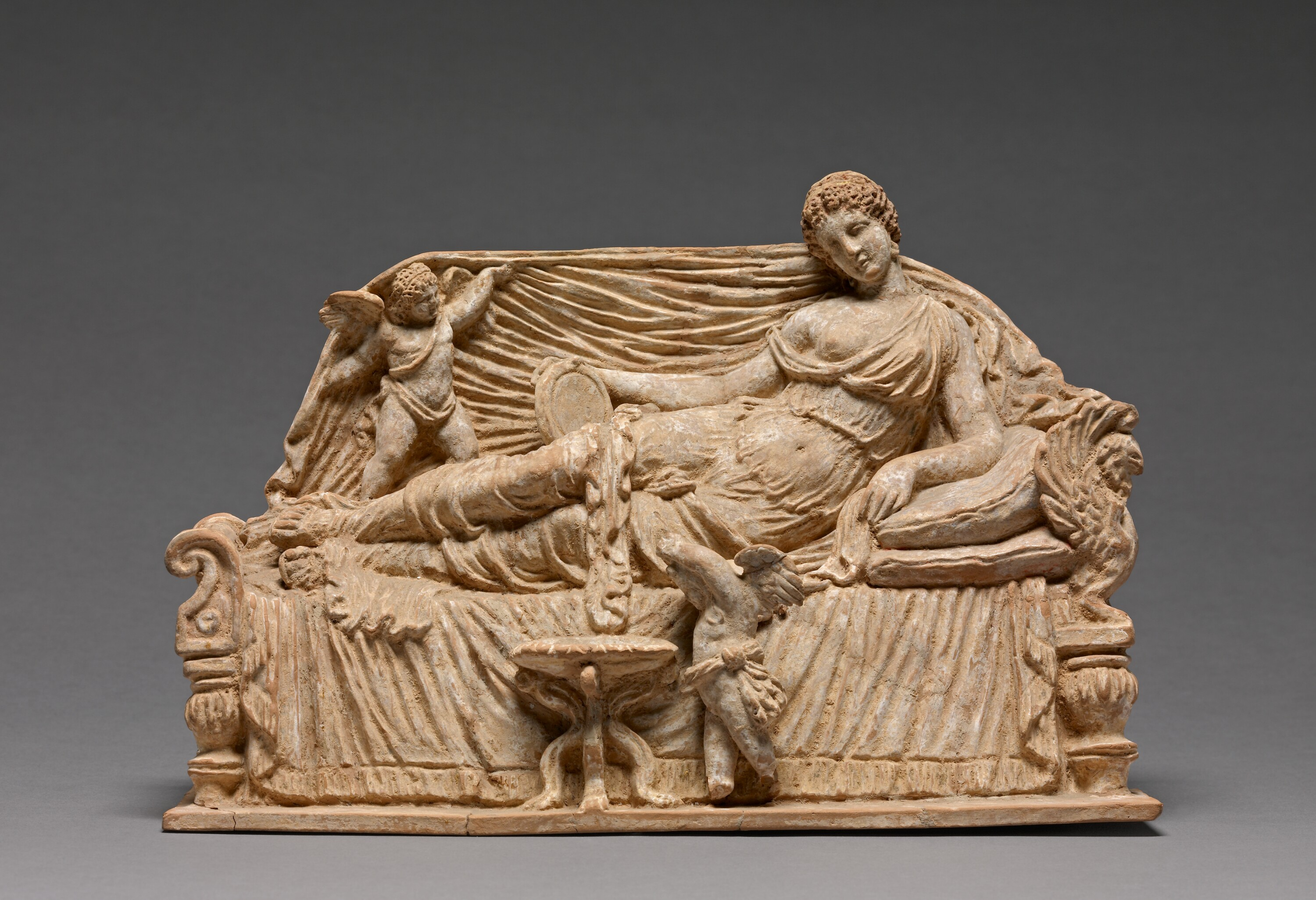
비너스로 추정되는 한 여성이 두 명의 큐피드 수행원과 함께 소파에 기대어 있는 모습의 조각품

## 같이 보기
- 사토르 마방진